# Saint-Saviol
Saint-Saviol är en kommun i departementet Vienne i regionen Nouvelle-Aquitaine i västra Frankrike. Kommunen ligger i kantonen Civray som tillhör arrondissementet Montmorillon. År 2020 hade Saint-Saviol 535 invånare.

## Befolkningsutveckling
Antalet invånare i kommunen Saint-Saviol
| Referens: INSEE |